# Premios Índigo
Los Premios Índigo son una entrega de premios a la música independiente de Chile, organizados por la Industria Musical Independiente de Chile (IMICHILE) y los principales medios digitales relacionados con la música.

## Historia
Este reconocimiento busca fomentar la creación, la diversidad y la calidad artística de las producciones independientes nacionales, promover la profesionalización de la industria, acercando la música y el proceso de producción al público.
Su primera edición se celebró el 26 de noviembre del 2018.
Estos premios cuentan con 10 categorías, donde se premian a artistas, discos, sellos y trabajo de producción artística.

## Jurado
Luego del cierre de cada convocatoria, se realiza una votación popular abierta a todo público, para escoger a los 6 nominados de cada categoría que pasarán a la siguiente etapa. Luego, la decisión final la toma un jurado profesional, que está constituido por una comisión de periodistas de medios especializados, programadores de festivales y venues, junto a otras figuras del sector. La composición del jurado se publica una vez se anuncian oficialmente los finalistas. Los jueces no pueden votar por proyectos de sus propias empresas o autorías.

## Categorías
- Álbum Independiente del Año
- Canción Independiente del Año
- Mejor Artista Independiente
- Mejor Artista Revelación
- Mejor Show en Vivo
- Mejor Arte y Diseño
- Premio Merlín al Mejor Sello Discográfico
- Premio Altafonte a la Creatividad Digital
- Mejor Productor Musical (Desde 2019)
- Premio Sonidos de Chile a la Internacionalización  (Desde 2019)

## Ceremonias
| Edición | Año  | Fecha           | Recinto       | Ciudad   | Anfitrión(es)                         | Transmisión          | Fuente |
| ------- | ---- | --------------- | ------------- | -------- | ------------------------------------- | -------------------- | ------ |
| I       | 2018 | 26 de noviembre | Galería Cima  | Santiago | Natalia Valdebenito Fernando Lasalvia | Chilevision.cl (web) | [ 2 ]  |
| II      | 2019 | 28 de noviembre | Matucana 100  | Santiago |                                       |                      | [ 3 ]  |
| III     | 2020 | 18 de diciembre | Streaming     | Santiago | Rodrigo Ulloa                         | Premios Índigo (web) | [ 4 ]  |
| IV      | 2022 | 14 de diciembre | Espacio Diana | Santiago | Rodrigo Ulloa                         | Premios Índigo (web) | [ 5 ]  |

## Ganadores
A continuación, se enlistan los artistas más ganadores de los Premios Índigo en sus primeras dos ediciones:
| Artista                 | Premios | Edición           |
| Rubio                   | 4       | 2018 (2) 2019 (2) |
| ileta Marchita          | 2       | 2019 (2)          |
| Cómo Asesinar a Felipes | 2       | 2018 (1) 2019 (1) |
| Gianluca                | 1       | 2019 (1)          |
| Potocodiscos            | 1       | 2019 (1)          |
| Planetario              | 1       | 2019 (1)          |
| Dulce y Agraz           | 1       | 2019 (1)          |
| Newen Afrobeat          | 1       | 2019 (1)          |
| 31 minutos              | 1       | 2018 (1)          |
| Martina Petric          | 1       | 2018 (1)          |
| La Ciencia Simple       | 1       | 2018 (1)          |
| Francisco Victoria      | 1       | 2018 (1)          |
| Quemasucabeza           | 1       | 2018 (1)          |
| ----------------------- | ------- | ----------------- |